# Stefano Paterano
Stefano Paterano o Pateranos (... – dopo il 1071) fu un generale bizantino che presto servizio come ultimo Catepano d'Italia.
Nel 1071, il Catepanato era stato notevolmente eroso dalle conquiste normanne, poiché i pochi possedimenti rimasti in mano ai bizantini si concentravano a ridosso della sua capitale Bari. Quest'ultima fu attaccata nell'ambito dell'assedio di Bari condotto dai normanni tra il 1068 e il 1071. Secondo la Cronaca anonima di Bari, l'imperatore in carica Romano IV Diogene inviò venti navi al comando di Joscelin di Molfetta, un ribelle normanno, insieme a Pateranos, per fornire aiuto alla stremata Bari. Tuttavia, i Normanni intercettarono e dispersero la flotta al largo di Bari e catturarono la nave che trasportava Joscelin, anche se Stefano riuscì a raggiungere la città. Dopo alcune settimane, i comandanti di Bari compresero che non vi era alcuna possibilità di salvezza e alcuni decisero di consentire l'accesso agli ostili, malgrado le preghiere di quella parte di popolazione che temeva rappresaglie. Al contrario, Roberto si dimostrò clemente e, il 16 aprile 1071, cavalcò entusiasta assieme al fratello nella città appena espugnata, che era stata bizantina sin dai tempi di Giustiniano I.
Stefano fu imprigionato dai normanni, ma in seguito gli fu permesso di tornare a Bisanzio con altri sopravvissuti. I dettagli a lui relativi dopo il 1071 restano sconosciuti.